# Infodèmia

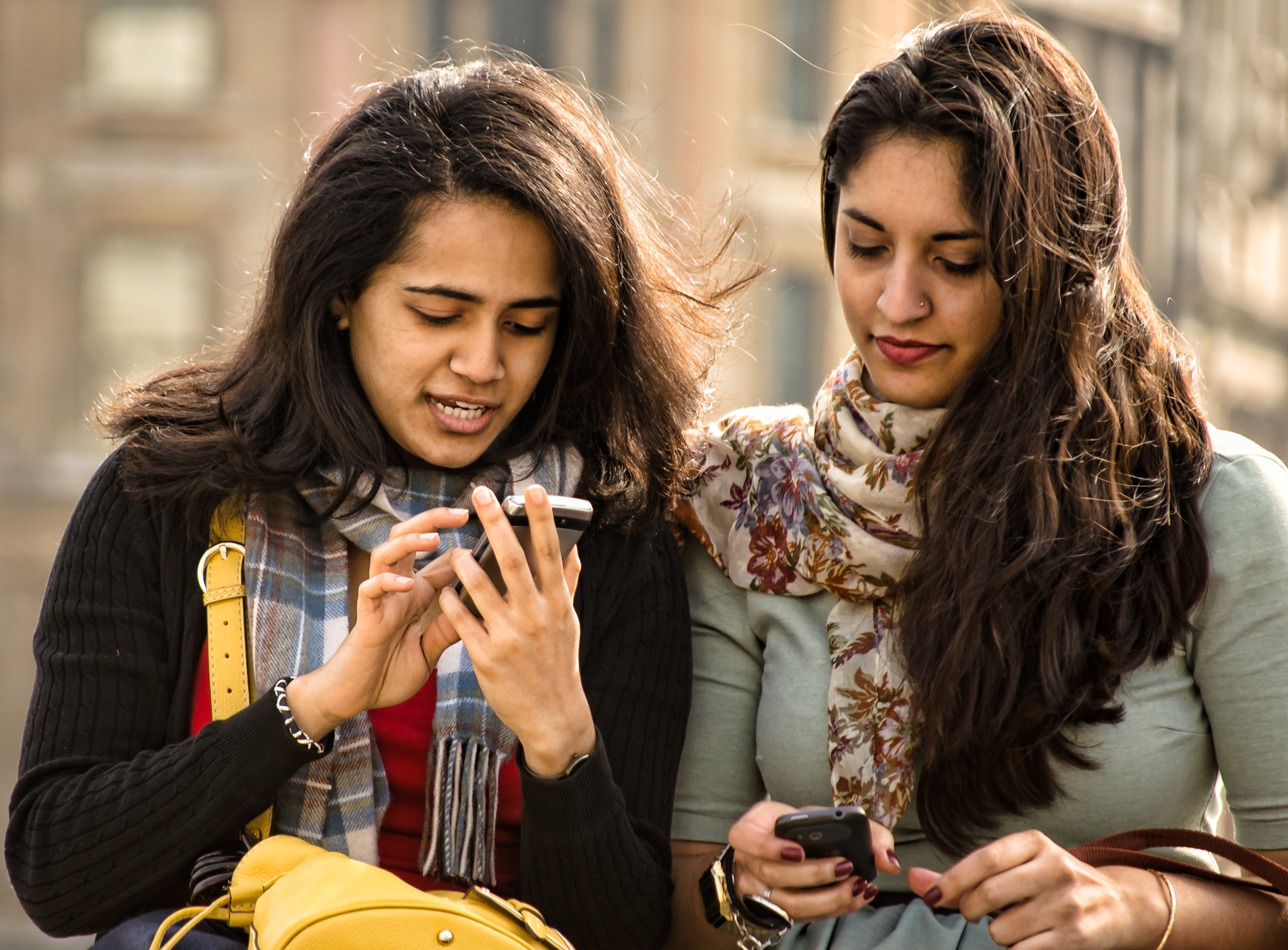
Contrastar les informacions que arriben per les xarxes socials abans de compartir-les és una manera de combatre la infodèmia.

La infodèmia és un terme format per les paraules informació i epidèmia, utilitzat per l'Organització Mundial de la Salut per referir-se a la sobrecàrrega d'informació falsa, la desinformació que genera una alarma generalitzada i les teories conspiratives. El fenomen està relacionat amb les fake news i el fet de no contrastar les informacions abans de compartir-les per les xarxes socials.

## Origen
La paraula es va popularitzar a partir del 2020, en motiu de la pandèmia de Coronavirus. L'OMS va fer un seguit d'aclaracions per lluitar contra la infodèmia. Va negar que un secador de mans, una banyera d'aigua calenta, una làmpada ultravioleta, fregues d'alcohol, vacunes contra la pneumonia, solucions salines al nas, menjar all o antibiòtics fossin útils contra el virus, entre d'altres.
La infodèmia al voltant del coronavirus es va relacionar amb les teories conspiratives al voltant del virus com la que assegurava que era un intent de despoblar deliberadament el planeta o l'inici d'una guerra mundial biològica, teories falses ràpidament propagades per internet.

## Efectes
L'alarma social és el primer efecte provocat per la infodèmia. El desconcert provocat per missatges contradictoris pot comportar la desinformació, el foment de la xenofòbia i o l'estigmatització. Es provoca amb la sobrecàrrega d'informació no fiable propagada ràpidament.
També alimenta la sensació de por i vulnerabilitat dels ciutadans incrementant el descontentament vers els polítics. En aquest context, si hi ha una absència d'un bon diagnòstic de la situació i de polítiques clares, partits extremistes acostumen a ser més escoltats que en altres circumstàncies. Els partits ultres aconsegueixen fer incrementar la por i la idea d'una amenaça exterior per fer-se escoltar.
Els experts també situen la confrontació geopolítica com un element provocat per la infodèmia. Es tracta d'alimentar la confrontació geopolítica generant dubtes a través de les xarxes socials al voltant de les informacions difoses per les fonts amb més credibilitat o difonent teories conspiratives.
Els efectes econòmics també són evidents. Les borses són sensibles a la infodèmia.